# Denis Connaghan
Denis Connaghan (Glasgow, 9 gennaio 1945 – Paisley, 15 gennaio 2024) è stato un calciatore scozzese, di ruolo portiere.

## Carriera
Cresciuto nelle giovanili del Celtic e del Renfrew, nella stagione 1966-1967 venne ingaggiato dal St. Mirren, società con cui al termine del campionato retrocesse in cadetteria.
Nell'estate 1967 si trasferì negli Stati Uniti d'America per giocare nel Baltimore Bays, con cui dopo aver vinto la Eastern Division della NPSL, raggiunse la finale della competizione, poi persa contro gli Oakland Clippers.
Terminata l'esperienza americana, Connaghan tornò al St. Mirren con cui vinse la Scottish Division Two 1967-1968. Giocò con il sodalizio di Paisley per altre tre stagioni nella massima serie scozzese, retrocedendo in cadetteria al termine della Scottish Division One 1970-1971.
All'inizio della stagione 1971-1972 venne ingaggiato dal Celtic per volontà dell'allenatore Jock Stein, insoddisfatto delle prestazioni di Evan Williams. Con i biancoverdi vinse il campionato ed i due successivi, aggiudicandosi anche tre Coppa di Scozia ed una Coppa di Lega Scozzese, pur dovendo competere per il posto da titolare con Williams ed Ally Hunter.
Nella Coppa dei Campioni 1973-1974 giocò entrambe le partite di semifinale contro l'Atlético Madrid, che videro prevalere i madrileni.
Nel 1976 terminò la sua esperienza al Celtic dopo 56 presenze complessive, tra cui cinque presenze nella Coppa Campioni. Nel 1977 si accasò al Greenock Morton, con cui vinse la Scottish First Division 1977-1978 ed ottenendo la promozione in massima serie. La stagione seguente ottenne con il suo club il settimo posto in campionato.
Nella stagione 1979-1980 si trasferì tra i cadetti del Clyde, con cui retrocesse in terza serie. L'anno seguente chiuse la carriera all'Arthurlie.

## Palmarès
- Scottish Division Two: 1

St. Mirren: 1967-1968
- Campionato scozzese: 3

Celtic: 1971-1972, 1972-1973, 1973-1974
- Coppa di Scozia: 3

Celtic: 1971-1972, 1973-1974, 1974-1975
- Campionato scozzese: 1

Celtic: 1974-1975
- Scottish First Division: 1

Greenock Morton: 1977-1978